# Dãy núi Rocky
Dãy núi Rocky hay đơn giản là Rockies (phát âm như "Roóc-ky", đôi khi còn được biết đến với tên Rặng Thạch Sơn), là dãy núi khá rộng ở miền Tây Bắc Mỹ. Dãy núi Rocky chạy dài hơn 4.800 kilômét (3.000 dặm) từ cực bắc British Columbia (Canada) đến New Mexico (Hoa Kỳ). Đỉnh cao nhất là Núi Elbert ở Colorado cao 4.401 mét (14.440 foot) trên mực nước biển. Núi Robson ở British Columbia có độ cao 3.954 m (12.972 foot) là đỉnh cao nhất của Dãy núi Rocky phần phía Canada. Song song với dãy Rocky nhưng lui về phía tây là dãy núi Cascade và dãy núi Duyên hải Thái Bình Dương (Pacific Coast Ranges).
Dãy núi Rocky hình thành cách đây 80 đến 55 triệu năm bởi biến động địa thể "Laramide" khi những mảng kiến tạo từ phía tây bị dồn vùi xuống dưới mảng Bắc Mỹ, đôn cao mặt đất sinh ra rặng núi cao. Kể từ đó, do quá trình xói mòn thiên nhiên của nước và băng mà đất đá bị rạn nứt, chỗ thì khoét sâu thành thung lũng và lòng chảo, chỗ thì tỉa gọt đỉnh núi thêm chót vót. Cuối thời kỳ băng hà gần đây nhất, con người mới đặt chân đến vùng núi Rocky; đó là thổ dân châu Mỹ. Sau đó, người gốc châu Âu, như Alexander MacKenzie, Meriwether Lewis và William Clark dần dẫn cuộc xâm nhập dãy núi, thám hiểm địa hình cùng tìm kiếm khoáng sản và lông thú (những nguồn tài nguyên giá trị rất được ưa chuộng vào thế kỷ 18-19). Cho đến nay vùng núi Rocky vẫn là miền đất tương đối thưa dân cư, không như vùng đồng bằng phía đông lục địa hay duyên hải Thái Bình Dương phía tây.
Ngày nay, một phần lớn vùng núi Rocky thuộc khu vực bảo tồn thiên nhiên và vườn quốc gia, thu hút khách du lịch muốn đi bộ đường dài, cắm trại, leo núi, câu cá, săn bắt, xe đạp leo núi, trượt tuyết, và trượt ván trên tuyết.

## Địa lý
Dãy núi Rocky được ấn định là rặng núi chạy dài từ sông Liard, British Columbia ở phía bắc đến sông Rio Grande, New Mexico ở phía nam. Chạy tiếp về hướng bắc sông Liard là dãy núi Selwyn ở Yukon và dãy núi Brooks ở Alaska. Xuôi về nam sông Rio Grande là dãy núi Sierra Madre México. Tất cả có thể được gom vào một rặng núi khổng lồ là rặng núi Bắc Mỹ (American cordillera), trải dài từ Alaska xuống Trung Mỹ.
Ngoài chuỗi núi chính, những dãy Cabinet, Salish (thuộc Idaho và Montana), và Columbia (thuộc British Columbia) cũng là những nhánh núi phụ tỏa ra, nằm lui về phía tây sống núi chính từ trung lưu sông Flathead dàn ra đến tận phía nam sông Liard. Dãy Rocky có bề rộng từ 110 đến 480 km. Cũng như phần phía tây của Rocky Mountain Trench, đi xa về phía bắc và đối diện với dãy Muskwa cắt qua rãnh này, là dãy Stikine và Omineca Mountains thuộc hệ thống dãy núi Interior ở British Columbia.Một khu vực nhỏ phía đông Prince George, British Columbia ở sườn phía đông của Trench, là cao nguyên McGregor, giống với dãy Rocky nhưng được xem là một phần của cao nguyên Interior.
Rìa phía đông của dãy núi Rocky nằm cao hơn đáng kể so với đồng bằng trung tâm ở miền trung Bắc Mỹ, gồm dãy núi Front thuộc Colorado, dãy núi sông Wind và dãy núi Big Horn thuộc Wyoming, các dãy núi Absaroka-Beartooth và Rocky Mountain Front thuộc Montana, đỉnh Dunnick (Colorado) và dãy núi Clark thuộc Alberta. Ở Canada, các nhà địa lý học định nghĩa 3 nhóm dãy núi chính gồm: Dãy núi Continental, dãy núi Hart và dãy núi Muskwa.

## Khí hậu và sinh thái
Có nhiều nhân tố môi trường phân bố rộng khắp trong dãy núi Rocky. Dãy Rocky nằm ở vĩ độ giữa sông Liard ở British Columbia (59° B) và Rio Grande ở New Mexico (35° B). Đồng đỏ lớn xuất hiện ở độ cao bằng hoặc nhỏ hơn 1.800 foot (550 m), trong khi đỉnh cao nhất trong dãy núi là núi Elbert ở độ cao 14.440 foot (4.400 m). Giáng thủy dao động từ 10 inch (250 mm) mỗi năm ở các thung lũng phía nam đến 60 inch (1.500 mm) mỗi năm theo khu vực ở các đỉnh phía bắc. Nhiệt độ trung bình hàng năm có thể dao động từ 20 °F (−7 °C) ở Prince George, British Columbia đến 43 °F (6 °C) ở Trinidad, Colorado. Vì vậy, không có một hệ sinh thái nguyên khối duy nhất cho toàn bộ dãy núi Rocky.

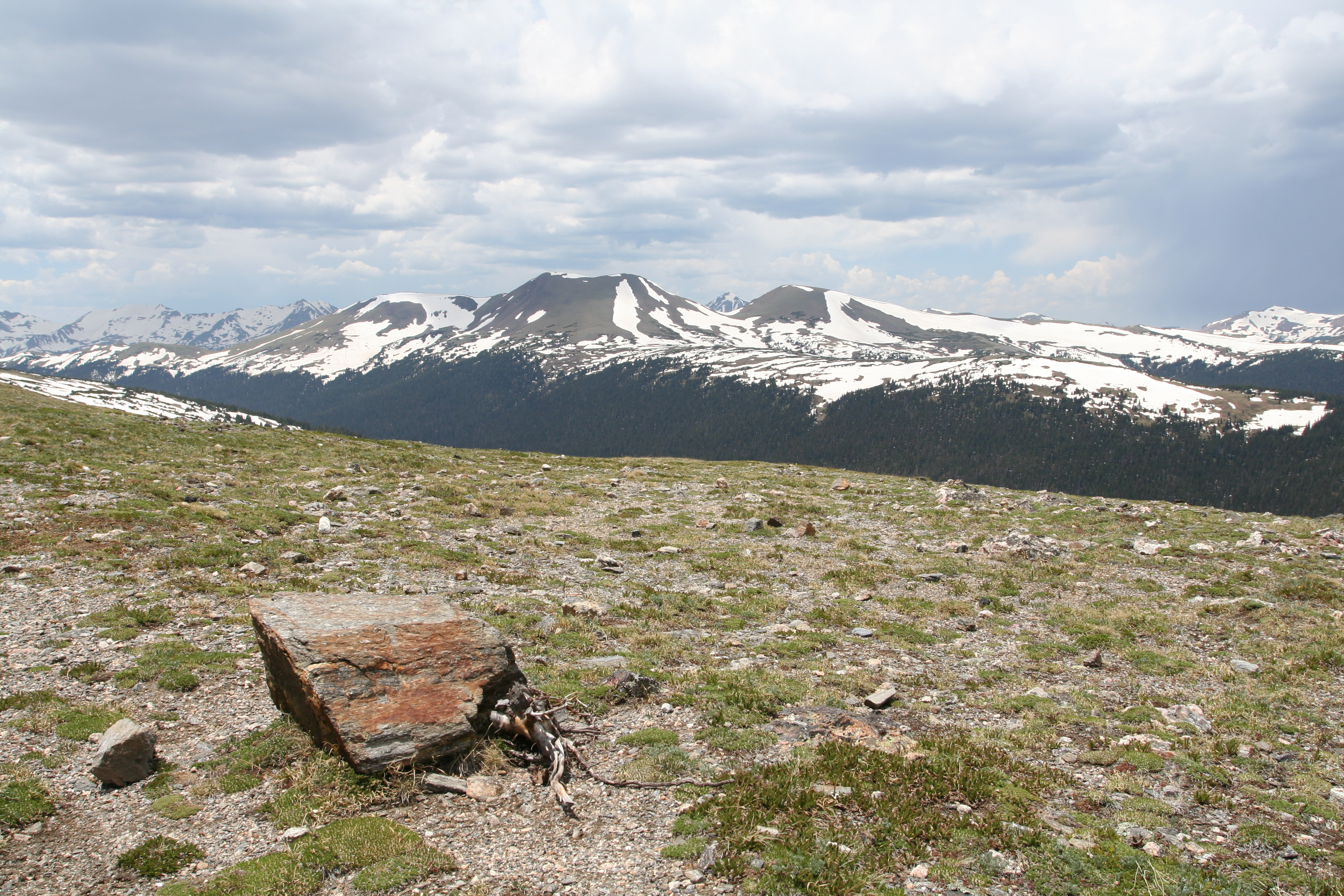
Đồng cỏ ở dãy Rocky thuộc Colorado

Thay vào đó, các nhà sinh thái học chia dãy núi Rocky thành một số đới sinh học. Mỗi đới được xác định nếu chúng có thể hỗ trợ cho các loại cây thân gỗ, và sự có mặt của một hoặc nhiều loài cây chỉ thị. Hai đới không hỗ trợ sự sống của cây thân gỗ là các đồng cỏ và Alpine tundra. Đại Bình nguyên Bắc Mỹ nằm ở phía đông của dãy Rocky, và đặc trưng bởi các đồng cỏ lớn (ở độ cao dưới 1.800 foot (550 m)). Alpine tundra phân bố ở những khu vực cao hơn đường ranh cây thân gỗ ở dãy núi Rocky dao động từ 12.000 foot (3.700 m) ở New Mexico đến 2.500 foot (760 m) ở đầu tân cùng phía bắc của dãy Rocky (gần Yukon).
USGS xác định có 10 vùng có rừng bao phủ trong dãy Rocky. Những vùng ở phía nam, những khu vực ấm hơn, hoặc khô hơn được xác định bởi sự có mặt của các loài pinyon pine/juniper, ponderosa pine, hoặc sồi hỗn tạp với thông. Xa về phía bắc, lạnh hơn, hoặc những khu vực lạnh hơn hoặc ẩm ướt được xác định bởi sự có mặt của các loài Douglas-fir, loài thuộc dãy núi Cascade (như western hemlock), lodgepole pine/quaking aspen, hoặc fir hỗn tạp với spruce. Gần đường ranh cây thân gỗ, các đới có thể bao gồm các loài thông trắng (như whitebark pine hoặc bristlecone pine); hoặc hỗn tạp của các loài thông trắng, fir, và spruce giống như loài krummholz thân bụi. Cuối cùng, các dòng sông và hẻm vực có thể tạo thành một khu vực rừng thuần nhất ở các vùng khô hơn trong dãy núi.

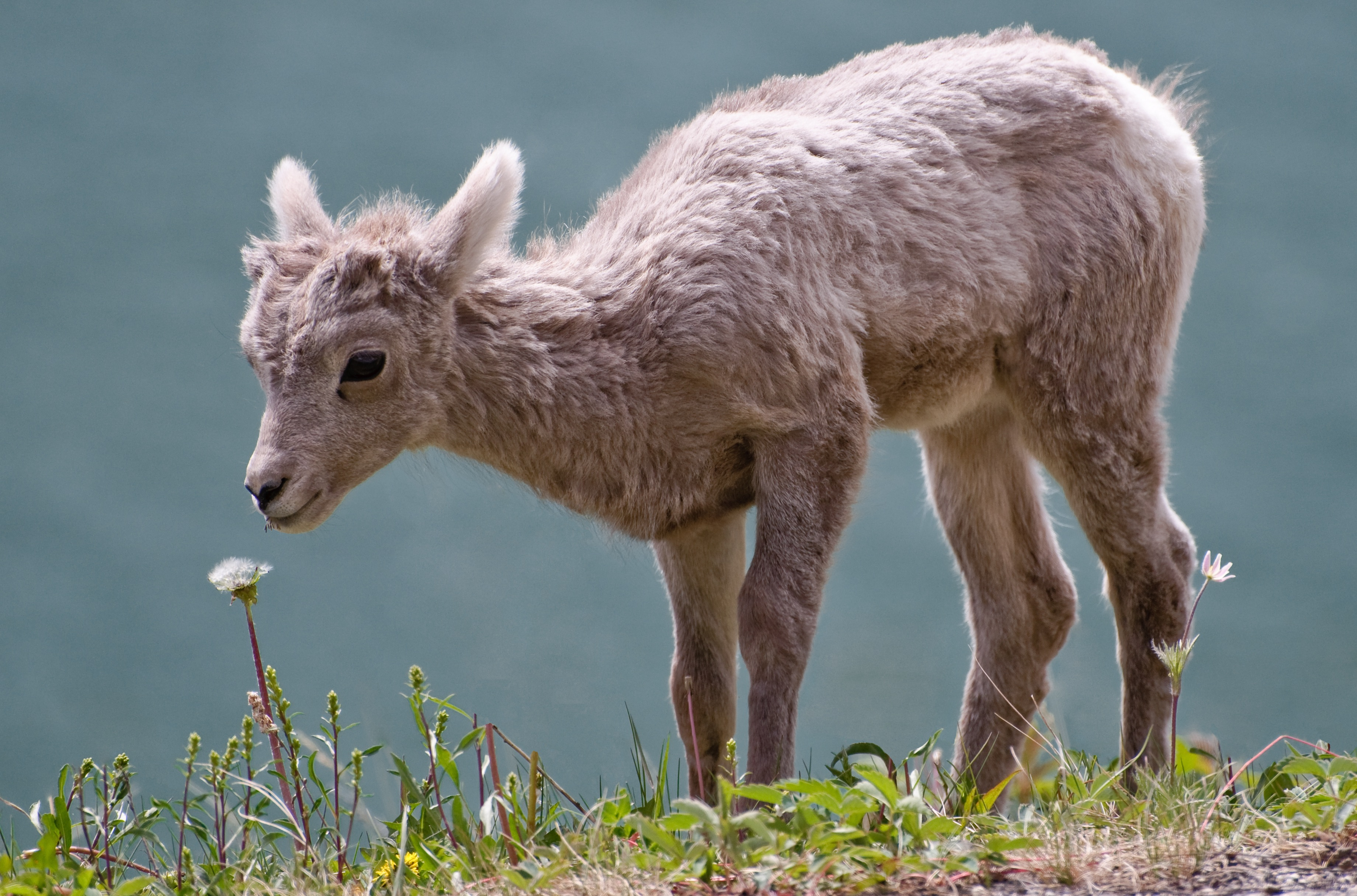
Cừu sừng lớn (như loài cừu ở Alberta) đã suy giảm số lượng đáng kể từ thời kỳ người Âu-Mỹ định cư tại dãy núi Rocky.

Dãy núi Rocky là môi trường sống quan trọng của các loài động vật hoang dã nổi tiếng như elk, nai sừng tấm châu Âu, hươu đuôi đen và hươu đuôi trắng, linh dương sừng nhánh, dê núi, cừu sừng lớn, gấu đen Bắc Mỹ, sói đồng cỏ Bắc Mỹ, linh miêu Canada và chồn sói. Ví dụ, đàn nai sừng tấm lớn nhất Bắc Mỹ sống trong các khu rừng đồi Alberta-British Columbia.
Hiện trạng sinh tồn của hầu hết các loài ở dãy núi Rocky không được biết rõ do thông tin không đầy đủ. Những khu định cư của người Âu-Mỹ trong dãy núi đã có những ảnh hưởng tiêu cực đến các loài bản địa. Ví dụ như một vài loài đã bị suy giảm như cóc Tây Bắc Mỹ (Anaxyrus boreas), Oncorhynchus clarki stomias (cá hồi lưng xanh?), cá tầm trắng, trĩ đuôi trắng (Lagopus leucura), thiên nga kèn, và cừu sừng lớn. Trong phần dãy núi thuộc Hoa Kỳ, các loài động vật ăn thịt đầu bảng gấu xám Bắc Mỹ và sói xám đã bị tiêu diệt ở những nơi phân bố nguyên thủy của chúng, nhưng một phần đã được hồi phục do chính sách bảo tồn và tái du nhập. Các loài đang dần hồi phục khác như đại bàng đầu trắng và cắt lớn.